# تيلمو زارا
تيلمو زارا (بالإسبانية: Telmo Zarra)‏ (21 يناير 1921 - 23 فبراير 2006) المولود في إيراندايو في بلاد الباسـك هو أحد أشـهر لاعبي كـرة القـدم في تاريخ إسـبانيا. برز نجم ثارّا أو زارّا في نادي الباسـك الأوّل أي أتلتيك بيلباو وذلك منذ بدايته مع الفريق في 29\09\1940 في مواجهة مع نادي فالنسيا وسـجّل خلالها هدفي التعادل لمصلحة الأتلتيك.

## إنجازات زارا مع أتلتيك بيلباو
وخلال مسـيرته الرياضيّة سـجّل زارا 333 هدفاً الأتلتيك في مختلف المسـابقات. كما أحرز لقب هدّاف الدوري الإسـباني «بيتشيتشي» ل سـتّة سـنوات وهو أيضاً رقم قياسـي كثاني أكثر لاعب حصولاً على لقب الهداف بعد ليونيل ميسي (7 مرات). كما سـجّل 38 هدفاً في الدوري خلال موسم 50\51 . تميّز زارا، كما الكثير من لاعبي هجوم الأتلتيك بالضربات الرأسـيّة وبكثافة التسـجيل التي قاربت معدّل هدف واحد في كل مبارات لعب بها لمصلحة نادي أتلتيك بيلباو. ويعتبر الهداف التاريخي الثالث في تاريخ الدوري الأسباني بـ251 هدف خلف ميسي ورونالدو.

## إنجازات زارا معمنتخب إسبانيا
شـارك مع المنتخب الإسـباني الأوّل من عام 1945 حتّى عام 1951 في 20 مبارات دوليّة سـجّل فيها 20 هدفاً أي معدّل هدف في كل مبارات وهو معدّل عالي جدّاً من الصعب بلوغه. سـجّل في إحدى المباريات الوديّة التي تواجهت فيها مع منتخب سويسرا أربعة أهداف من أصل سـتّة لإســبانيا. أمّا أهمّ أهدافه فهو الذي أهّـل إسـبانيا إلى نصف نهائي بطولة كأس العالم لكرة القدم 1950 حيث سـجّل في مبارات الربع النهائي الهدف الوحيد في المواجهة مع المنتخب الإنكليزي.